# Collegio di Blackley and Middleton South
Blackley and Middleton South è un collegio elettorale situato nella Grande Manchester, nel Nord Ovest dell'Inghilterra, e rappresentato alla Camera dei Comuni del Parlamento del Regno Unito. Elegge un membro del Parlamento con il sistema first-past-the-post, ossia maggioritario a turno unico; l'attuale parlamentare è Graham Stringer, eletto con il Partito Laburista nel 2024.

## Estensione
Il collegio è costituito dai seguenti ward:
- i ward della città di Manchester di Charlestown, Crumpsall, Harpurhey, Higher Blackley e  Moston;
- i ward del borgo metropolitano di Rochdale di: East Middleton e  South Middleton.[1]

Il collegio comprende la maggior parte, e sostituisce, il precedente collegio di Blackley and Broughton, ad esclusione delle parti all'interno della città di Salford di (Broughton), oltre al quartiere di Cheetham della città di Manchester. I due ward di Middleton provengono dal precedente collegio di Heywood and Middleton (sostituito da Heywood and Middleton North), e Moston proviene da Manchester Central.

## Membri del parlamento
| Elezione | Elezione | Deputato        | Partito   |
| -------- | -------- | --------------- | --------- |
|          | 2024     | Graham Stringer | Laburista |

## Risultati elettorali

### Elezioni negli anni 2020
| Partito                    | Partito                                      | Candidato                  | Risultati 4 luglio 2024 | Risultati 4 luglio 2024 |
| Partito                    | Partito                                      | Candidato                  | Voti                    | %                       |
| -------------------------- | -------------------------------------------- | -------------------------- | ----------------------- | ----------------------- |
|                            | Laburista                                    | Graham Stringer            | 16 864                  | 53,81                   |
|                            | Reform UK                                    | Alison Devine              | 6 614                   | 21,10                   |
|                            | Verde                                        | Dylan Lewis-Creser         | 3 197                   | 10,20                   |
|                            | Conservatore                                 | Iftikhar Ahmed             | 3 073                   | 9,81                    |
|                            | Lib Dem                                      | Iain Donaldson             | 1 592                   | 5,08                    |
|                            |                                              |                            |                         |                         |
| Iscritti                   | Iscritti                                     | Iscritti                   | 72 303                  | 100,00                  |
| ↳ Votanti (% su iscritti)  | ↳ Votanti (% su iscritti)                    | ↳ Votanti (% su iscritti)  | 31 489                  | 43,55                   |
| ↳ Astenuti (% su iscritti) | ↳ Astenuti (% su iscritti)                   | ↳ Astenuti (% su iscritti) | 40 814                  | 56,45                   |
|                            |                                              |                            |                         |                         |
|                            | Esito: collegio a Laburista (nuovo collegio) |                            |                         |                         |